# Sinapine
La sinapine est un alcaloïde contenu dans les graines de Brassicaceae, comme le colza.
Il peut donner un goût de poisson aux aliments qui le contiennent, comme le tourteau de colza, ce qui le rend moins adapté à l'alimentation des poules.